# César Montes
César Jasib Montes Castro (Hermosillo, Sonora, 24 de febrero de 1997), es un futbolista mexicano. Juega como defensa central y su equipo actual es el Lokomotiv de Moscú de la Premier Rusa. Es internacional absoluto con México.

## Trayectoria

### Inicios
César Montes buscó una oportunidad en las fuerzas básicas de Pachuca antes de llegar en poco más de un año al cerrito, la sede de entrenamientos de los equipos juveniles de Monterrey. Tenía 17 años cuando, con el club Miguel Alemán, nombre de la localidad donde nació en Sonora, venció al plantel de Tercera División de los Rayados en la semifinal del torneo. Ahí lo observaron cazatalentos del club, y fue entonces cuando llegó al conjunto que en ese momento dirigía Antonio Mohamed.

### Poblado Miguel Alemán FC
Antes de debutar profesionalmente con los rayados, el defensa hermosillense partió en el 2008 a una prueba para las fuerzas básicas del C.F. Pachuca, pero para 2011 regresó a su ciudad natal. 
Se incorporó en 2013 a los entonces llamados Rayos del Poblado Miguel Alemán, donde ganó el campeonato de ascenso en el año 2013 y el de filiales de la Tercera División en el año 2014.

### Club de Fútbol Monterrey
Llegó a los Rayados en 2014, escalando en todas las categorías albiazules hasta llegar a ser un referente en la defensa central de los regiomontanos.

#### Copa Eusébio
El 2 de agosto de 2015 se coronó campeón de la Copa Eusébio con el C.F. Monterrey al vencer 3-0 al S.L. Benfica. Durante esta competición, se jugó el primer partido del nuevo Estadio BBVA Bancomer, Montes anotó el primer gol del club en el nuevo recinto.

#### Liga MX
El 15 de agosto de 2015 debutó en la Primera División, usando el dorsal 286 y jugando los 90' minutos en la victoria por 4-1 ante los Dorados de Sinaloa.
El 9 de julio de 2016 César Montes ganó el premio al "Mejor Novato", nominado junto a Alexis Vega, en la entrega del Balón de oro de la Liga MX.
El 11 de febrero de 2017 Montes se convirtió en Capitán de Liga por primera vez en el C.F. Monterrey en el partido de la jornada 6 del Clausura 2017, en la victoria 2-0 ante los Pumas UNAM.

#### Copa MX
El 29 de julio de 2015 Montes debutó en la Copa MX 2015 por el C.F. Monterrey jugando los 90' minutos en la victoria 3-1 ante los Correcaminos.
El 9 de marzo de 2016, Montes anotó su primer gol en la Copa MX 2016 al minuto 88' en el empate 3-3 ante el C.F. Pachuca.
El 25 de enero de 2017 el defensor se convirtió en capitán de Copa por primera vez, en el partido del grupo 7 de la Copa MX Clausura 2017 en la victoria 1-0 ante F.C. Juárez.

#### Liga de Campeones de la CONCACAF
El 17 de agosto de 2016, Montes debutó en la Liga de Campeones de la CONCACAF, jugando 46' minutos siendo sustituido por José María Basanta debido a un golpe en la cabeza donde perdió la visión de su ojo derecho temporalmente, en la derrota por 2-3 ante Árabe Unido.
El 12 de septiembre de 2016 Montes fue convocado por el Monterrey para disputar el encuentro de vuelta ante el Árabe Unido.
El 14 de septiembre de 2016 Montes anotó su primer gol en la Liga de Campeones, al minuto 56'  en la derrota por 2-1 ante el Árabe Unido.

### Clásico Regiomontano
El 19 de septiembre de 2015 debutó en un Clásico Regio, jugando los 90' minutos y contribuyo con un pase de 40 metros para el gol de Rogelio Funes Mori en la derrota 3-1 ante Tigres UANL. Su primer gol en un clásico, y en la Primera División, fue el 14 de mayo de 2016 al minuto 69'  en la derrota por 2-1 ante los Tigres. Anotó nuevamente el 29 de octubre de ese mismo año, al minuto 72' en el clásico Regio, fue empate 1-1 ante los Tigres.

### RCD Espanyol de Barcelona
El 26 de diciembre de 2022 es prestado al Real Club Deportivo Espanyol por el segundo semestre de la temporada 22/23, con una opción de compra obligatoria si el Espanyol mantiene la categoría en el fútbol español.

### UD Almería
El 1 de septiembre de 2023, firma por la U. D. Almería de la Primera División de España, a cambio de 11,5 millones de euros.

### Lokomotiv de Moscú
El 12 de septiembre de 2024 se hizo oficial su traspaso al Lokomotiv de Moscú de la Premier Rusa por un montante económico de 8 millones de euros.

## Selección nacional

### Sub-20
El 7 de marzo de 2016 Montes fue convocado por la Sub-20 para disputar una concentración de preparación en Baréin.

#### Sub-21
Esperanzas de Toulon
El 22 de mayo de 2018, Montes fue incluido en la lista definitiva de los 20 jugadores qué disputaron el Torneo Esperanzas de Toulon 2018 enFrancia. El 26 de mayo de 2018 debutó como capitán en el torneo, jugando los 80' en la victoria 4-0 ante Qatar.

#### Partidos internacionales Sub-21
| #  | Fecha              | Estadio                                          | Selección | Rtdo. | Oponente   | Goles | Competición                         | Sust. |
| -- | ------------------ | ------------------------------------------------ | --------- | ----- | ---------- | ----- | ----------------------------------- | ----- |
| 1. | 22 de mayo de 2018 | Stade de Lattre de Tassigny, Aubagne, Francia    | México    | 4-0   | Catar      |       | Torneo Esperanzas de Toulon de 2018 | 80'   |
| 2. | 29 de mayo de 2018 | Stade Marcel Roustan, Salon-de-Provence, Francia | México    | 0-0   | Inglaterra |       | Torneo Esperanzas de Toulon de 2018 | 80'   |
| 3. | 1 de junio de 2018 | Stade Parsemain, Fos-sur-Mer, Francia            | México    | 3-1   | China      |       | Torneo Esperanzas de Toulon de 2018 | 80'   |
| 4. | 6 de junio de 2018 | Stade de Lattre de Tassigny, Aubagne, Francia    | México    | 3-1   | Turquía    |       | Torneo Esperanzas de Toulon de 2018 | 42'   |

### Sub-23
El 14 de abril de 2016. Montes fue convocado por la Sub-23 para disputar una concentración de preparación rumbo a los Juegos Olímpicos Río 2016.

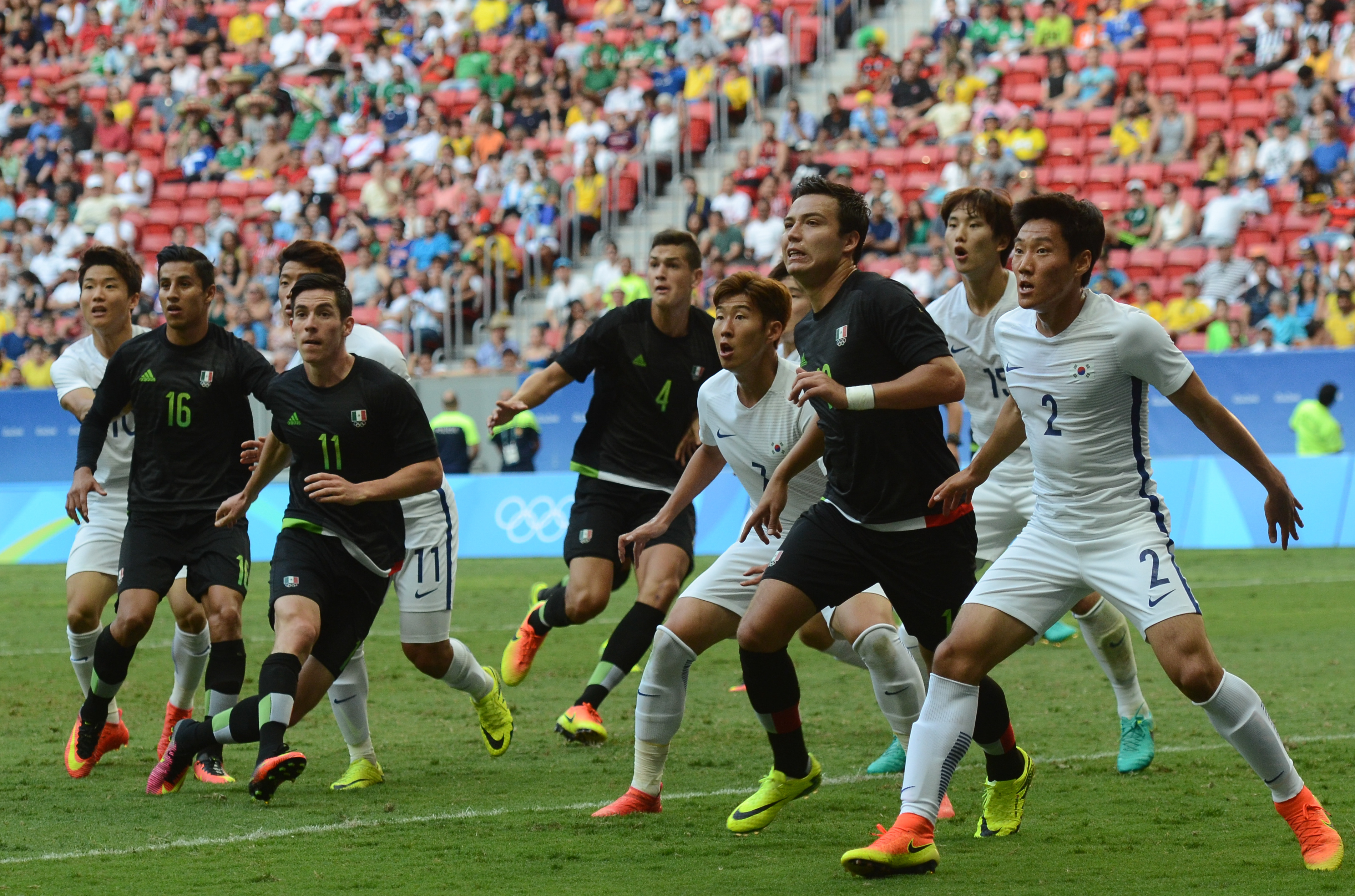
César Montes jugando con la Selección Olímpica Mexicana ante en los Juegos Olímpicos 2016.

El 7 de junio de 2016 fue incluido en la lista preliminar de los 23 futbolistas que disputaron los Juegos Olímpicos Río 2016 en Brasil. Disputó el partido de preparación con la Selección Olímpica jugando 90' minutos en la victoria 1-0 ante Nigeria. El 8 de julio de 2016 fue incluido en la lista final de los 18 futbolistas que disputaron los Juegos Olímpicos Río 2016. El 4 de agosto de 2016, Montes debutó en los Juegos Olímpicos 2016, jugando los 90' minutos en el empate 2-2 ante Alemania.
| Selección | País   | PJ | G | Año           |
| --------- | ------ | -- | - | ------------- |
| Olímpica  | México | 6  | 0 | 2016-presente |

#### Partidos internacionales sub-23
| #  | Fecha                | Estadio                                         | Selección | Rtdo. | Oponente       | Competición           | Sust. |
| -- | -------------------- | ----------------------------------------------- | --------- | ----- | -------------- | --------------------- | ----- |
| 1. | 1 de julio de 2016   | Victoria, Aguascalientes, México                | México    | 1–0   | Nigeria        | Amistoso              | 90'   |
| 2. | 20 de julio de 2016  | Agustín Coruco Díaz, Zacatepec, Morelos, México | México    | 2–0   | Club Zacatepec | Amistoso              | 30'   |
| 3. | 28 de julio de 2016  | Cuauhtémoc, Puebla, México                      | México    | 0–0   | Argentina      | Amistoso              | 90'   |
| 4. | 4 de agosto de 2016  | Arena Fonte Nova, Salvador de Bahía, Brasil     | México    | 2–2   | Alemania       | Juegos Olímpicos 2016 | 90'   |
| 5. | 7 de agosto de 2016  | Arena Fonte Nova, Salvador de Bahía, Brasil     | México    | 5–1   | Fiyi           | Juegos Olímpicos 2016 | 71'   |
| 6. | 10 de agosto de 2016 | Mané Garrincha, Brasilia, Brasil                | México    | 0–1   | Corea del Sur  | Juegos Olímpicos 2016 | 90'   |

### Selección Mexicana
| Selección          | País   | PJ | G | Año           |
| ------------------ | ------ | -- | - | ------------- |
| Selección Mexicana | México | 33 | 1 | 2017-presente |

#### Primeras convocatorias (2017)
Copa Oro
El 7 de junio de 2017, Montes fue incluido en la lista preliminar de 40 futbolistas por el entrenador Juan Carlos Osorio para la Copa Oro 2017 realizada en los Estados Unidos. Finalmente el 28 de junio de 2017 fue incluido en la lista final de 23 jugadores que disputaron la Copa Oro. Debutó el 13 de julio de 2017 en la competición, y con la selección mexicana usando el dorsal 13, entrando al minuto 45' en el empate 0-0 ante Jamaica.
El 28 de agosto de 2017, fue convocado por Juan Carlos Osorio para los partidos rumbo al Mundial 2018 ante Panamá y Costa Rica. El 1 de septiembre de 2017 debutó en las Eliminatorias de la CONCACAF de 2018 entrando al minuto 82 por Carlos Vela en la victoria 1-0 ante Panamá.

#### Partidos internacionales
| #   | Fecha                    | Estadio                                          | Selección | Rtdo. | Oponente       | Goles | Competición                | Sust. |
| --- | ------------------------ | ------------------------------------------------ | --------- | ----- | -------------- | ----- | -------------------------- | ----- |
| 1.  | 13 de julio de 2017      | Mile High Stadium, Denver, EE. UU.               | México    | 0-0   | Jamaica        |       | Copa Oro 2017              | 45'   |
| 2.  | 16 de julio de 2017      | Alamodome, San Antonio, EE. UU.                  | México    | 2-0   | Curazao        |       | Copa Oro 2017              | 90'   |
| 3.  | 1 de septiembre de 2017  | Azteca, Ciudad de México, México                 | México    | 1-0   | Panamá         |       | Clasificación Mundial 2018 | 82'   |
| 4.  | 5 de septiembre de 2017  | Estadio Nacional, San José, Costa Rica           | México    | 1-1   | Costa Rica     |       | Clasificación Mundial 2018 | 79'   |
| 5.  | 13 de noviembre de 2017  | Arena Gdansk, Gdansk, Polonia                    | México    | 1-0   | Polonia        |       | Amistoso                   | 45'   |
| 6.  | 26 de marzo de 2019      | Levi's Stadium, Santa Clara, EE. UU.             | México    | 4-2   | Paraguay       |       | Amistoso                   | 73'   |
| 7.  | 9 de junio de 2019       | AT&T Stadium, Arlington, EE. UU.                 | México    | 3-2   | Venezuela      |       | Amistoso                   | 90'   |
| 8.  | 15 de junio de 2019      | Rose Bowl, Pasadena, EE. UU.                     | México    | 7-0   | Cuba           |       | Copa Oro 2019              | 77'   |
| —   | 23 de junio de 2019      | Bank of America Stadium, Charlotte, EE. UU.      | México    | 3-2   | Martinica      |       | Copa Oro 2019              | 90'   |
| 9.  | 15 de noviembre de 2019  | Rommel Fernández, Juan Díaz, Panamá              | México    | 3-0   | Panamá         |       | Liga de Naciones Concacaf  | 90'   |
| 10. | 30 de septiembre de 2020 | Estadio Azteca, Ciudad de México, México         | México    | 3-0   | Guatemala      |       | Amistoso                   | 78'   |
| 11. | 7 de octubre de 2020     | Johan Cruyff Arena, Ámsterdam, Países Bajos      | México    | 1-0   | Países Bajos   |       | Amistoso                   | 90'   |
| 12. | 27 de marzo de 2021      | Cardiff City Stadium, Cardiff, Gales             | México    | 0-1   | Gales          |       | Amistoso                   | 90'   |
| 13. | 30 de junio de 2021      | Nissan Stadium, Nashville, EE. UU.               | México    | 3-0   | Panamá         | 57'   | Amistoso                   | 65'   |
| 14. | 2 de septiembre de 2021  | Estadio Azteca, Ciudad de México, México         | México    | 2-1   | Jamaica        |       | Clasificación Mundial 2022 | 90'   |
| 15. | 5 de septiembre de 2021  | Estadio Nacional, San José, Costa Rica           | México    | 1-0   | Costa Rica     |       | Clasificación Mundial 2022 | 90'   |
| 16. | 8 de noviembre de 2021   | Rommel Fernández, Juan Díaz, Panamá              | México    | 1-1   | Panamá         |       | Clasificación Mundial 2022 | 90'   |
| 17. | 7 de octubre de 2021     | Azteca, Ciudad de México, México                 | México    | 1-1   | Canadá         |       | Clasificación Mundial 2022 | 90'   |
| 18. | 10 de octubre de 2021    | Azteca, Ciudad de México, México                 | México    | 3-0   | Honduras       |       | Clasificación Mundial 2022 | 90'   |
| 19. | 30 de enero de 2022      | Azteca, Ciudad de México, México                 | México    | 0-0   | Costa Rica     |       | Clasificación Mundial 2022 | 90'   |
| 20. | 2 de febrero de 2022     | Azteca, Ciudad de México, México                 | México    | 1-0   | Panamá         |       | Clasificación Mundial 2022 | 65'   |
| 21. | 24 de marzo de 2022      | Azteca, Ciudad de México, México                 | México    | 0-0   | Estados Unidos |       | Clasificación Mundial 2022 | 90'   |
| 22. | 27 de marzo de 2022      | Olímpico Metropolitano, San Pedro Sula, Honduras | México    | 1-0   | Honduras       |       | Clasificación Mundial 2022 | 90'   |
| 23. | 3 de marzo de 2022       | Azteca, Ciudad de México, México                 | México    | 2-0   | El Salvador    |       | Clasificación Mundial 2022 | 90'   |
| 24. | 28 de mayo de 2022       | AT&T Stadium, Arlington, EE. UU.                 | México    | 2-1   | Nigeria        |       | Amistoso                   | 90'   |
| 25. | 2 de junio de 2022       | State Farm Stadium, Glendale, EE. UU.            | México    | 0-3   | Uruguay        |       | Amistoso                   | 90'   |
| 26. | 31 de agosto de 2022     | Mercedes-Benz, Atlanta, EE. UU.                  | México    | 0-1   | Paraguay       |       | Amistoso                   | 90'   |
| 27. | 24 de septiembre de 2022 | Rose Bowl, Pasadena, EE. UU.                     | México    | 1-0   | Perú           |       | Amistoso                   | 90'   |
| 28. | 24 de septiembre de 2022 | Levi's Stadium, Santa Clara, EE. UU.             | México    | 2-3   | Colombia       |       | Amistoso                   | 61'   |
| 29. | 9 de noviembre de 2022   | Montilivi, Gerona, España                        | México    | 4-0   | Irak           |       | Amistoso                   | 90'   |
| 30. | 16 de noviembre de 2022  | Montilivi, Gerona, España                        | México    | 1-2   | Suecia         |       | Amistoso                   | 62'   |
| 31. | 22 de noviembre de 2022  | Estadio 974, Doha, Catar                         | México    | 0-0   | Polonia        |       | Copa Mundial 2022          |       |

### Participaciones en selección nacional
| Competición                         | Categoría                           | Sede                                  | Resultado                           | Partidos | Goles | Asistencias |
| ----------------------------------- | ----------------------------------- | ------------------------------------- | ----------------------------------- | -------- | ----- | ----------- |
| Juegos Olímpicos 2016               | Selección Olímpica                  | Río de Janeiro                        | Primera fase                        | 3        | 0     | 0           |
| Copa Oro 2017                       | Absoluta                            | Estados Unidos                        | Tercer Lugar                        | 2        | 0     | 0           |
| Clasificación Mundial 2018          | Absoluta                            | Concacaf                              | Clasificado                         | 2        | 0     | 0           |
| Esperanzas de Toulon 2018           | Sub-21                              | Francia                               | Subcampeón                          | 4        | 0     | 1           |
| Copa Oro 2019                       | Absoluta                            | Estados Unidos · Jamaica · Costa Rica | Campeón                             | 2        | 0     | 0           |
| Juegos Olímpicos 2020               | Selección Olímpica                  | Tokio                                 | Medalla de Bronce                   | 6        | 0     | 0           |
| Clasificación Mundial 2022          | Absoluta                            | Concacaf                              | Clasificado                         | 10       | 0     | 0           |
| Copa Mundial 2022                   | Absoluta                            | Catar                                 | Primera Fase                        | 3        | 0     | 1           |
| Total parcial en selección nacional | Total parcial en selección nacional | Total parcial en selección nacional   | Total parcial en selección nacional | 32       | 0     | 2           |

## Clubes

### Estadísticas
| C. F. Monterrey México |               |               |     |    |    |    |    |     |     |    |
| 1.ª | 2015-16       | 33            | 1   | 4  | 1  | 0  | 0  | 37  | 2   |    |
| 1.ª | 2016-17       | 33            | 4   | 6  | 0  | 2  | 1  | 41  | 5   |    |
| 1.ª | 2017-18       | 27            | 0   | 10 | 0  | 0  | 0  | 37  | 0   |    |
| 1.ª | 2018-19       | 25            | 2   | 1  | 0  | 7  | 0  | 33  | 2   |    |
| 1.ª | 2019-20       | 24            | 1   | 10 | 1  | 2  | 0  | 36  | 2   |    |
| 1.ª | 2020-21       | 30            | 0   | 0  | 0  | 3  | 0  | 33  | 0   |    |
| 1.ª | 2021-22       | 28            | 1   | 0  | 0  | 4  | 1  | 32  | 2   |    |
| 1.ª | 2022          | 16            | 0   | 0  | 0  | 0  | 0  | 16  | 0   |    |
| Total club | Total club    | 216           | 9   | 31 | 2  | 18 | 2  | 265 | 13  |    |
| R. C. D. Espanyol España |               |               |     |    |    |    |    |     |     |    |
| 1.ª | 2022-23       | 20            | 3   | 2  | 0  | -  | -  | 22  | 3   |    |
| Total club | Total club    | 20            | 3   | 2  | 0  | 0  | 0  | 22  | 3   |    |
| UD Almería España |               |               |     |    |    |    |    |     |     |    |
| 1.ª | 2023-24       | 21            | 0   | 1  | 0  | -  | -  | 22  | 0   |    |
| 2.ª | 2024-25       | 1             | 0   | -  | -  | -  | -  | 1   | 0   |    |
| Total club | Total club    | 22            | 0   | 1  | 0  | -  | -  | 23  | 0   |    |
| Lokomotiv de Moscú Rusia |               |               |     |    |    |    |    |     |     |    |
| 1.ª | 2024-25       | 16            | 0   | 4  | 2  | -  | -  | 20  | 2   |    |
| Total club | Total club    | 16            | 0   | 4  | 2  | -  | -  | 20  | 2   |    |
| Total carrera | Total carrera | Total carrera | 274 | 12 | 38 | 4  | 18 | 2   | 330 | 18 |
| (1)Incluye datos de la Primera División de México (2)Incluye datos de la Copa México (3)Incluye datos de la Liga de Campeones de la Concacaf y Mundial de Clubes |               |               |     |    |    |    |    |     |     |    |

### Resumen estadístico
| Competición           | Partidos | Goles |
| --------------------- | -------- | ----- |
| Primera división      | 215      | 9     |
| Copas nacionales      | 32       | 2     |
| Copas internacionales | 18       | 2     |
| Selección Mexicana    | 33       | 1     |
| Total                 | 298      | 14    |

## Palmarés

### Campeonatos nacionales
| Título                                    | Club                  | País   | Año  |
| ----------------------------------------- | --------------------- | ------ | ---- |
| Tercera División de México (Ascenso)      | Poblado Miguel Alemán | México | 2013 |
| Torneo de Filiales de la Tercera División | Poblado Miguel Alemán | México | 2014 |
| Copa MX                                   | C.F Monterrey         | México | 2017 |
| Liga MX                                   | C.F Monterrey         | México | 2019 |
| Copa MX                                   | C.F Monterrey         | México | 2020 |

### Campeonatos internacionales
| Título                           | Club                | Sede                   | Año  |
| -------------------------------- | ------------------- | ---------------------- | ---- |
| Liga Campeones de la Concacaf    | C.F. Monterrey      | América del Norte      | 2019 |
| Copa de Oro de la Concacaf       | Selección de México | Estados Unidos         | 2019 |
| Juegos Olímpicos                 | Selección de México | Tokio                  | 2021 |
| Liga de Campeones de la Concacaf | C.F. Monterrey      | América del Norte      | 2021 |
| Copa de Oro de la Concacaf       | Selección de México | Estados Unidos- Canadá | 2023 |
| Liga de Naciones de la Concacaf  | Selección de México | Concacaf               | 2025 |
| Copa de Oro de la Concacaf       | Selección de México | Estados Unidos- Canadá | 2025 |

### Distinciones individuales
| Distinción                                                                                   | Año  |
| -------------------------------------------------------------------------------------------- | ---- |
| Incluido en el Once Ideal de la Jornada 7 del Clausura 2016.                                 | 2016 |
| Incluido en el Once Ideal de la Jornada 9 del Clausura 2016.                                 | 2016 |
| Incluido en el Once Ideal del Clausura 2016.                                                 | 2016 |
| Fue nombrado el Mejor novato de la Liga MX.                                                  | 2016 |
| Incluido en el Once Ideal de la Jornada 15 del Apertura 2016.                                | 2016 |
| Incluido en el Once Ideal de la Liga MX en 2016.                                             | 2016 |
| Incluido en el Once Ideal de la jornada 6 del Clausura 2017.                                 | 2017 |
| Incluido en el Once Ideal de la jornada 15 del Clausura 2017.                                | 2017 |
| César Montes fue nombrado el mejor jugador de la jornada 15 del Clausura 2017 de la Liga MX. | 2017 |
| Incluido en el Once Ideal de la Jornada 3 del Apertura 2017.                                 | 2017 |
| Incluido en el Once Ideal del Esperanzas de Toulon 2018.                                     | 2018 |
| XI Ideal de los Juegos Olímpicos de 2020                                                     | 2021 |
| XI Ideal de las Clasificatorias al Mundial de la Concacaf                                    | 2022 |
| XI Ideal de la Concacaf según la IFFHS                                                       | 2022 |